# Administración Militar del Norte de Francia y Bélgica
La Administración militar en Bélgica y norte de Francia (Alemán: Militärverwaltung en Belgien und Nordfrankreich) fue la autoridad establecida por el III Reich durante la ocupación francesa (en los departamentos de Norte y Pas de Calais) y belga. Dicha Administración fue responsable del control de la «zone interdite», una pequeña franja dentro del territorio francés que discurrió desde Dunkerque a Hendaya.
Estuvo vigente hasta julio de 1944. Hubo planes por parte de las SS con el visto bueno de Adolf Hitler para transferir Bélgica a la administración civil, pero aquellos planes quedaron cancelados ante la llegada del inminente conflicto. Las SS sugirieron que el Reichskommissar de dicha administración fuere Josef Terboven o Ernst Kaltenbrunner.

## Reichskommissariat
El 18 de julio de 1944 la administración pasó a control de la autoridad civil regida por el Gauleiter Josef Grohé, nombrado Reichskommissar de Bélgica y Norte de Francia.

## Papel de los grupos colaboracionistas
La Administración Nazi contó con la asistencia de colaboracionistas flamencos, valones y franceses. En Valonia, de mayoría francófona, los Rexistas proveyeron ayuda mientras en la zona de Flandes eran la Unión Nacional Flamenca quienes les dieron su apoyo. En el Norte de Francia, el partido político Vlaamsch Verbond van Frankrijk, partidario del III Reich y de tendencias separatistas flamencas al frente del cura Jean-Marie Gantois arengaron el separatismo flamenco en la región.
En un principio los departamentos de Norte y Pas de Calais eran de consideración estratégica, supuestamente para un eventual ataque a Reino Unido, sin embargo la intención de Hitler fue ampliar el Reich hacia el oeste y ejercer mayor control sobre Francia de Vichy, cuyo gobierno títere protestó al ver reducida su autonomía.